# Mecistognatha russula
Mecistognatha russula là một loài bướm đêm trong họ Noctuidae.